# George E. Pake Prize
Der George E. Pake Prize der American Physical Society wird seit 1984 für herausragende Leistungen in der physikalischen Forschung kombiniert mit einer Führungsrolle in Management und Industrie vergeben – zunächst jährlich, seit 2018 zweijährlich. Er ist nach George E. Pake (1924–2004) dem Gründer von Xerox Parc benannt und mit 5000 Dollar dotiert.

## Preisträger
- 1984: Arthur G. Anderson
- 1985: J. Ross MacDonald
- 1986: John K. Galt
- 1987: Praveen Chaudhari
- 1988: C. Kumar N. Patel
- 1989: John A. Armstrong
- 1990: Arno A. Penzias
- 1991: Albert Narath
- 1992: Alan Chynoweth
- 1993: Roland W. Schmitt
- 1994: William F. Brinkman
- 1995: James C. McGroddy
- 1996: Charles Vernon Shank
- 1997: Donald R. Scifres
- 1998: John Paul McTague
- 1999: Hendrik Brugt Gerhard Casimir
- 2000: Chauncey Starr
- 2001: Lewis S. Edelheit
- 2002: Paul M. Horn
- 2003: C. Paul Robinson
- 2004: Robert M. White
- 2005: Cherry Murray
- 2006: Charles B. Duke
- 2007: Mark Kryder
- 2008: Julia M. Phillips
- 2009: David J. Bishop
- 2010: Robert A. Frosch
- 2011: Bernard S. Meyerson
- 2012: Thirumalai Venkatesan
- 2013: Mark Pinto
- 2014: Dale Compton
- 2015: Thomas N. Theis
- 2016: Robert R. Doering
- 2017: Tze-Chiang Chen
- 2018: Richard Boudreault
- 2020: James W. Bray
- 2022: Philip J. Wyatt
- 2024: Chih-Yuan Lu